# Pavel Durov
Pavel Valerievici Durov (rusă Па́вел Вале́рьевич Ду́ров; n. 10 octombrie 1984, Leningrad, RSFS Rusă, URSS) este un om de afaceri rus, cunoscut ca fondatorul rețelei de socializare VKontakte și a produsului software Telegram Messenger. Este fratele mai mic al lui Nikolai Durov, programator și matematician care contribuie la proiectele lui Pavel.

## Biografie
Pavel Durov s-a născut la Leningrad (azi Sankt Petersburg), dar și-a petrecut cea mai mare parte a copilăriei la Torino, Italia, unde tatăl său Valeri (doctor în filologie) era asigurat cu loc de muncă. A frecventat școala primară în Italia, după care s-a întors în Rusia în 2001 și și-a continuat studiile la Gimnaziul Academiei din Sankt Petersburg. În 2006, a absolvit cu merite deosebite facultatea de filologie a Universității de Stat din Sankt Petersburg.
Pavel Valeryevici Durov (în rusă: Павел Валерьевич Дуров; n. 10 octombrie 1984) este un om de afaceri rus, cofondator și director executiv al Telegram Messenger Inc. și cofondator al rețelei de socializare VKontakte (VK). Începând cu 2021, Durov a obținut cetățenia în patru țări, inclusiv cetățenia Uniunii Europene.
Durov are viziuni economice și politice libertariene; de asemenea este vegetarian și este de confesiune taoistă. A publicat câteva manifesturi anarho-capitaliste, în care și-a expus idei de dezvoltare a Rusiei. Cu ocazia celei de-a 27-a aniversări a zilei de naștere, a donat un milion de dolari fundației Wikimedia.

## Activitate profesională
În anul 2006, Durov a lansat VKontakte (mai târziu cunoscută și ca VK), o rețea de socializare inspirată de Facebook.
Durov are o istorie îndelungată de ciocniri cu autoritățile rusești. În 2011, a fost presat de o grupă operativă lângă casa sa din Sankt Petersburg, după ce autoritățile îi ceruseră să șteargă profilurile politicienilor din opoziție. Pe 16 aprilie 2014, Durov a refuzat în mod public să divulge serviciilor secrete rusești informații cu caracter personal despre protestatarii ucraineni și să blocheze profilul lui Aleksei Navalnîi, calificând aceste solicitări ca ilegale. Aceste acțiuni, după cum susține Durov, au dus la demiterea sa din postul de director general al companiei V Kontakte, la 21 aprilie 2014. Aceasta s-a întâmplat ca urmare a unei cereri de demisie atribuită lui Durov de către consiliul de administrație, existența căreia Durov o neagă. Durov susține că în spatele acestor evenimente s-ar afla apropiații președintelui rus Vladimir Putin.
În acel an, Durov a părăsit Rusia, fără vreo dorință de a se întoarce, menționând că „la moment, țara este incompatibilă cu anterprenoriatul în IT”.
Viața lui Pavel Durov este descrisă în detaliu în cartea Codul lui Durov. Adevărata istorie a VK și a creatorului ei (2012, în limba rusă). El este deseori recunoscut ca „Mark Zuckerberg al Rusiei”. În august 2014, a fost numit cel mai promițător lider al Europei de nord sub 30 de ani.

Durov a fost inclus pe lista miliardarilor Forbes în 2023, cu o avere netă estimată la 11,5 miliarde de dolari, majoritatea provenind din deținerea sa de acțiuni în Telegram. La 25 august 2024, el era clasat pe locul 120 în topul celor mai bogați oameni din lume, cu o avere de 15,5 miliarde de dolari, conform Forbes. În 2022, a fost recunoscut de Forbes ca fiind cel mai bogat expatriat din Emiratele Arabe Unite, iar în februarie 2023, Arabian Business l-a desemnat cel mai puternic antreprenor din Dubai.

## Probleme judiciare
La 24 august 2024, Pavel Durov a fost arestat în Franța sub acuzații penale legate de presupusa lipsă de moderare a conținutului pe platforma Telegram și refuzul de a coopera cu autoritățile, facilitând astfel răspândirea activităților infracționale.
La 28 august 2024, procurorul parchetului din Paris a anunțat într-un comunicat de presă că arestul preventiv a fost ridicat, iar Pavel Durov a fost plasat sub supraveghere judiciară, interzicându-i-se să părăsească teritoriul francez cu obligația de a achita o cauțiune de 5 milioane de euro.
În martie 2025, lui Durov i s-a permis să părăsească Franța și s-a întors la Dubai, obligațiile de supraveghere judiciară fiind suspendate între 15 martie și 7 aprilie 2025.